# Ken Tamplin
Ken Tamplin (11 décembre 1963) est un compositeur de musiques de films.

## Filmographie
- 1981 : Entertainment Tonight (série télévisée)
- 1989 : Alerte à Malibu ("Baywatch") (série télévisée)
- 1990 : Full Contact (Lionheart)
- 1991 : Harley Davidson et l'Homme aux santiags (Harley Davidson and the Marlboro Man)
- 1992 : Melrose Place ("Melrose Place") (série télévisée)
- 1992 : Rush Limbaugh (série télévisée)
- 1993 : X-Files : Aux frontières du réel ("The X Files") (série télévisée)
- 1994 : Sister, Sister ("Sister, Sister") (série télévisée)
- 1996 : Les Aventuriers du paradis ("Second Noah") (série télévisée)
- 1997 : Beautés sauvages (Wild America)
- 1998 : The Howie Mandel Show (série télévisée)
- 1998 : Les Indians 3 (Major League: Back to the Minors)
- 1998 : First Wave ("First Wave") (série télévisée)
- 1999 : Mod Squad (The Mod Squad)
- 1999 : Inspecteur Gadget (Inspector Gadget)
- 2000 : Charlie et ses drôles de dames (Charlie's Angels)
- 2001 : Chungkai, le camp des survivants (To End All Wars)